# Разведывательные корабли проекта 394Б
Разведывательные корабли проекта 394Б «Приморье» — серия советских и российских разведывательных кораблей. Построены на базе на больших морозильных рыболовецких морозильных траулеров проекта 394 «Маяковский». До 1977 года классифицировались как экспедиционные океанографические суда.

## Проектирование
Первым разведывательным кораблём ВМФ СССР специальной постройки стал большой разведывательный корабль (БРЗК) проекта 394Б, созданный на базе большого морозильного траулера проекта 394 «Маяковский». Проект был выполнен ЦКБ «Черноморец», главный конструктор — Цитоловский, наблюдающий от флота — капитан 1-го ранга И. В. Чистозвонов.
Корабль был предназначен для радиоэлектронной разведки радио, радиотехнических излучений надводных кораблей, подлодок, авиации и стационарных станций ВМС вероятного противника. Набор специальных технических средств по сравнению с предыдущими разведывательными кораблями был значительно увеличен. При полном водоизмещении 4300 т корабли этого проекта имели неограниченную мореходность, автономность более 100 суток и дальность плавания 13 000 миль.
В состав специального оборудования данных кораблей входили: по радиолокации — «Волга», по гидроакустике — «Бронза» и др., по аппаратуре радиоразведки — «Прохлада», МРР-1-1, «Виток-А К», «Визир-М», "Конус-ЗК', «Залив» и другие.
В 1980-х годах на этих кораблях для самообороны разместили ПЗРК «Стрела-2». Всего на Черноморском ССЗ в Николаеве с 1970 по 1972 год было построено 6 кораблей данного проекта (головной — «Забайкалье»).

## Представители проекта
| Название   | б/н | Верфь            | Зав. № | Дата закладки | Спуск на воду | Ввод в строй | Флот | Состояние     |
| ---------- | --- | ---------------- | ------ | ------------- | ------------- | ------------ | ---- | ------------- |
| Приморье   |     | Черноморский ССЗ | 296    |               |               | 13.12.1969   | ТОФ  | Списан в 1994 |
| Крым       |     | Черноморский ССЗ | 294    |               |               | 12.1969      | ЧФ   | Списан в 1997 |
| Кавказ     |     | Черноморский ССЗ | 295    | 18.10.1969    | 14.02.1970    | 30.06.1970   | ЧФ   | Списан в 1997 |
| Забайкалье |     | Черноморский ССЗ | 297    |               | 7.03.1970     | 03.1971      | ТОФ  | Списан в 1993 |

| Название   | б/н | Верфь            | Зав. № | Дата закладки | Спуск на воду | Ввод в строй | Флот | Состояние     |
| ---------- | --- | ---------------- | ------ | ------------- | ------------- | ------------ | ---- | ------------- |
| Запорожье  |     | Черноморский ССЗ | 255    |               |               | 01.1972      | СФ   | Списан в 1997 |
| Закарпатье |     | Черноморский ССЗ | 256    |               |               | 05.1972      | СФ   | Списан в 1993 |